# گروه اکتشافی نمرود

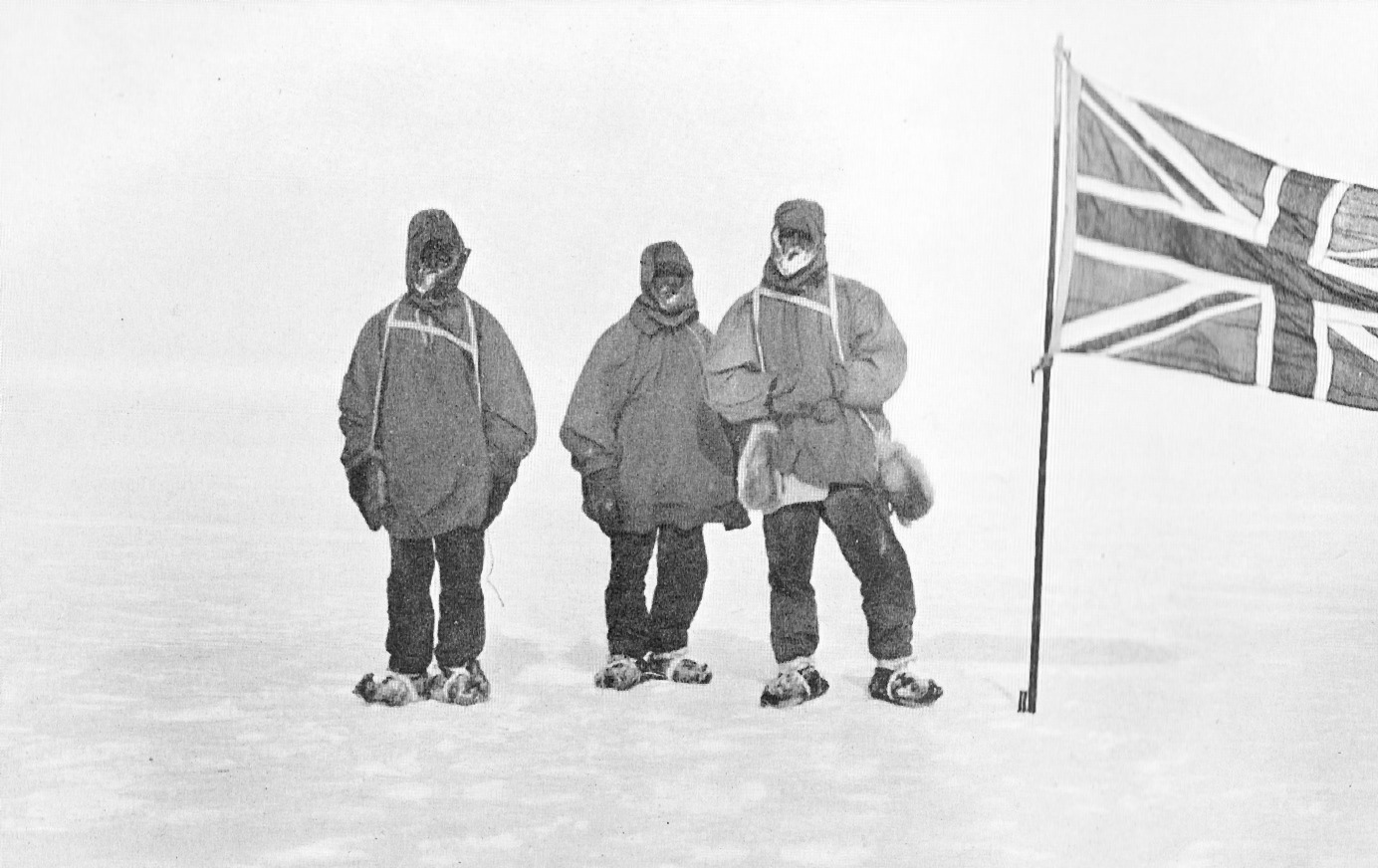
جیمسون آدامز، فرانک وایلد و اریک مارشال (از چپ به راست) در تاریخ ۹ ژانویه سال ۱۹۰۹. این عکس توسط رهبر گروه اعزامی گرفته شده‌است

سفر اکتشافی نمرود (انگلیسی: Nimrod Expedition) یا اکتشاف سرزمین جنوبی انگلیسی یکی از سه سفر اکتشافی موفق قطب جنوب به رهبری ارنست شکلتون بود. این اکتشاف علمی و تحقیقی قطب جنوب انگلیسی است که از ۱۹۰۷ تا ۱۹۰۹ به طول کشید.